# Eustreptospondylus
Az Eustreptospondylus a hüllők (Reptilia) osztályának dinoszauruszok csoportjába, ezen belül a hüllőmedencéjűek (Saurischia) rendjébe, a Theropoda alrendjébe és a Megalosauridae családjába tartozó nem. Egyetlen ismert faja az E. oxoniensis.

## Ősbiológia
Az Eustreptospondylus 163-154 millió évvel (legvalószínűbb 162 mya) élt ezelőtt a késő jura időszakban. Ebben az időben Európa több szigetből állt.
Az állat hossza körülbelül 6 méter volt, a testtömege pedig 500 kilogramm lehetett.
Az Eustreptospondylus egy húsevő dinoszaurusz volt. Táplálékai kisebb testű dinoszauruszok és olyan egyéb állatok lehettek, amelyek kivetődtek a partra, például a medúzák, cápák, teknősök és más vízihüllők.

## Felfedezés
Az első Eustreptospondylus maradványt az angliai Oxfordtól északra levő Oxford Clayben fedezék fel. A csontvázat tengeri agyagban találták, ami arra enged következtetni, hogy az állat teteme valahogy a vízbe sodródott. A kevés a fosszilis maradvány ellenére kiderült, hogy két lábon járó, ragadozó theropoda dinoszaurusz volt.
Egyetlen ismert csontváza egy körülbelül 4,6 méter hosszú állathoz tartozott, amely a csigolyái alapján feltehetően nem volt kifejlett példány.

## Fordítás
- Ez a szócikk részben vagy egészben  az   Eustreptospondylus című angol Wikipédia-szócikk ezen változatának fordításán alapul.  Az eredeti cikk szerkesztőit annak laptörténete sorolja fel. Ez a jelzés csupán a megfogalmazás eredetét és a szerzői jogokat jelzi, nem szolgál a cikkben szereplő információk forrásmegjelöléseként.